# Maximilian Georg Joseph Neumayer

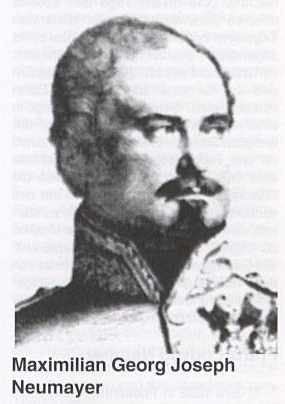

Maximilian Georg Joseph Neumayer (* 1. April 1789 in Worms-Neuhausen; † 12. November 1866 in Nantes, Frankreich) war ein französischer Général de division deutscher Abstammung.

## Leben
Er wurde als Sohn des fürstbischöflich wormsischen Spitalverwalters Johann Gottfried Neumayer († 1797) und dessen Ehefrau Anna Maria geb. Hermann geboren. Seine Zwillingsschwester Anne Marie (1789–1869) war die Mutter des bekannten französischen Historienmalers Adolphe Yvon (1817–1893).
Worms fiel 1797 als Teil der deutschen Gebiete auf dem linken Rheinufer an Frankreich und gehörte bis 1814 zum französischen Département du Mont-Tonnerre.
Neumayer besuchte das Gymnasium in Worms und rückte am 23. November 1807 in die  Militärschule Saint-Cyr ein, die er am 24. März 1809 als Sous-lieutenant verließ. Er nahm an den napoleonischen Feldzügen in Spanien und Portugal teil, wobei er viermal wegen Tapferkeit im Tagesbefehl erwähnt wurde. Am 15. Juli 1813 avancierte er zum Capitaine, am 25. Februar 1815 zum Ritter der Ehrenlegion. An der Schlacht bei Waterloo nahm er auf französischer Seite teil. 
Dann kehrte er in die Heimat zurück und trat eine Stelle beim Katasteramt Speyer an. Der bayerische Staatsdienst blieb jedoch nur eine kurze Episode. Schon am 16. September 1820 wurde er als französischer Offizier reaktiviert. Von 1823 bis 1828 nahm er am Spanienfeldzug teil. Auch hier erwähnte man ihn wegen seiner Tapferkeit namentlich im Tagesbefehl. Zum 3. Juni 1831 ernannte man Neumayer zum Offizier der Ehrenlegion, 1833 kämpfte er als Oberstleutnant in Algerien, am 20. September 1837 wurde er Oberst.  
Mit Datum vom 29. September 1843 erhielt der Rheinhesse die Beförderung zum Maréchal de camp und Brigadekommandanten in Lyon. Zum 1. Mai 1847 wurde er Kommandeur der Ehrenlegion, am 10. Juli 1848 übernahm er den Oberbefehl der 1. Französischen Armeedivision in Paris. 1853 erhob man Neumayer zum Großoffizier der Ehrenlegion. Überdies war er Ritter des Militärverdienstordens vom Hl. Ludwig, des belgischen Leopoldordens und des spanischen Ferdinandsordens.
Er starb im Rang eines Général de division, am 12. November 1866 in Nantes und wurde nach katholischem Ritus auf dem Friedhof Misericorde beigesetzt. Militärisches Gepränge hatte er sich bei seinem Begräbnis verbeten, das Requiem fand in der Pfarrkirche Notre-Dame de Bon-Port statt.
Seit 1. Juli 1848 war Maximilian Georg Joseph Neumayer verheiratet mit Prudence Trochu (1825–1908), der Schwester des Generals Louis Jules Trochu (1815–1896). Sie hatten einen Sohn namens Georges Neumayer (1849–1922) als Nachkommen.
Karl Marx bezeichnet in seinem Werk Die Klassenkämpfe in Frankreich 1848 bis 1850 Maximilian Georg Joseph Neumayer als den rechten Arm des konservativen Generals Nicolas Changarnier.